# James Price (Szenenbildner)

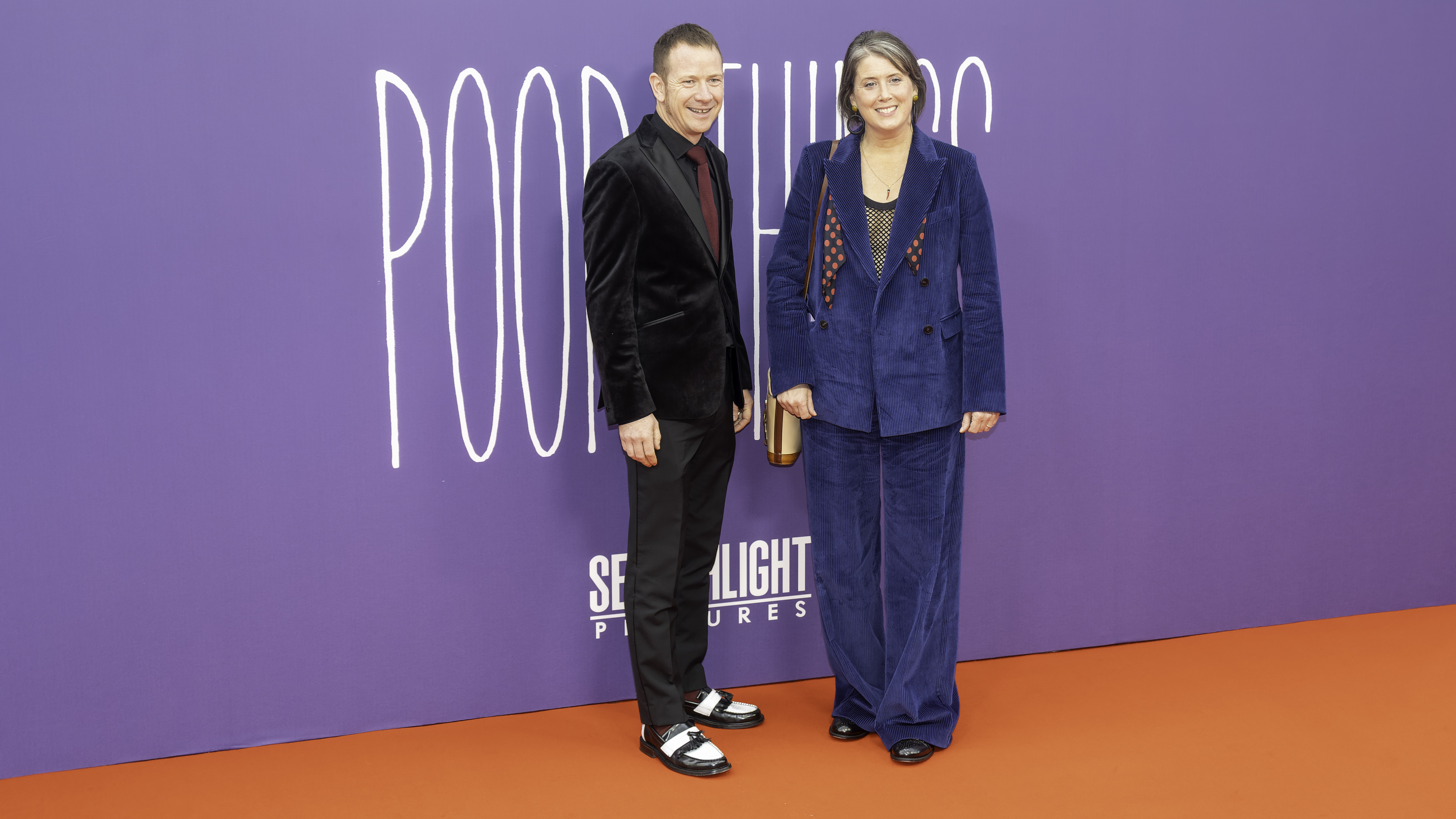
James Price mit Shona Heath beim London Film Festival 2023

James Price ist ein britischer Szenenbildner und Künstlerischer Leiter. Er gewann 2024 einen Oscar für das Beste Szenenbild für den Film Poor Things.

## Karriere
Price wuchs auf einem kleinen Bauernhof in North Hertfordshire auf. Er studierte von 1995 bis 1998 Kunstwissenschaft am Hereford College of Arts und zog dann nach London, wo er von 2000 bis 2001 an der Kingston University Szenenbild studierte. Er begann seine Filmkarriere als Szenenbildner mit dem Fernsehdrama Spooks. Darauf folgten Fernsehfilme und -serien, bei denen er meist die Künstlerische Leitung übernahm. Dabei sind zu nennen Miss Austen Regrets von 2007 oder Das Geheimnis des Edwin Drood von 2012. Im Jahr 2015 beteiligte er sich mit Kill Your Friends an einem Kinofilm. Darauf folgten ab 2017 Paddington 2, The Death and Life of John F. Donovan und Judy. Schließlich gründete er 2020 sein eigenes Produktionsunternehmen und leitete ab The Nest – Alles zu haben ist nie genug das Szenenbild.
Besonders erfolgreich war seine Arbeit an Poor Things von Giorgos Lanthimos aus dem Jahr 2023. Zusammen mit Shona Heath und Zsuzsa Mihalek gewann er zahlreiche Preise und wurde vielfach in der Kategorie Bestes Szenenbild nominiert. Darunter waren der Gewinn des BAFTA und des Oscar. Price gab in einem Interview an, dass das Szenenbild verschiedene Stile darstelle, die ähnlich wie vom Filmcharakter diffus zusammengestellt wirken sollen. Das Baxter-Haus in England sei an die Villa des Sammlers John Soane angelehnt und soll an ein Kuriositätenkabinett erinnern. Das grundsätzliche Design ist dem Viktorianischen Zeitalter entlehnt, was etwa durch das markante Willow Pattern an den Wänden gezeigt wird. Außerdem sei das Gemälde Der Garten der Lüste von Hieronymus Bosch eine große Inspiration gewesen.
Danach produzierte er noch das Szenenbild von The Iron Claw im Jahr 2023 und von Speak No Evil im Jahr 2024.

## Filmografie (Auswahl)

### Künstlerischer Leiter
- 2003: Home (Fernsehfilm)
- 2004: Bullet Boy
- 2004: Agatha Christie – Mein Leben in Bildern (Fernsehfilm)
- 2005: The Giblet Boys (Fernsehserie, 7 Folgen)
- 2007: Rush Hour (Fernsehserie, 6 Folgen)
- 2007: Grow Your Own
- 2007: Miss Austen Regrets (Fernsehfilm)
- 2007: Consenting Adults (Fernsehfilm)
- 2007: Learners (Fernsehfilm)
- 2007: Katy Brand’s Big Ass Show (Fernsehserie, 2 Folgen)
- 2008: Dustbin Baby (Fernsehfilm)
- 2011: Fast Freddie, the Widow and Me (Fernsehfilm)
- 2012: Das Geheimnis des Edwin Drood (Fernsehfilm)
- 2012: Space Dive (Fernsehfilm)
- 2012: Been Here for Days (Kurzfilm)
- 2013: Southcliff (Miniserie, 4 Folgen)
- 2013: The Date (Kurzfilm)
- 2014: Uncle (Fernsehserie, 5 Folgen)
- 2015: Kill Your Friends
- 2016: Undercover (Miniserie)
- 2017: Paddington 2
- 2018: Trust (Fernsehserie, 4 Folgen)
- 2018: The Death and Life of John F. Donovan
- 2019: Judy
- 2021: Ein Junge namens Weihnacht

### Szenenbildner
- 2020: The Nest – Alles zu haben ist nie genug (The Nest)
- 2022: Die Ipcress-Datei (Miniserie, 6 Folgen)
- 2023: Poor Things
- 2023: The Iron Claw
- 2024: Speak No Evil

## Auszeichnungen (Auswahl)
Price wurde für das Szenenbild von Poor Things mit 10 Preisen und 26 Nominierungen ausgezeichnet.
- 2024: Music City Film Critics’ Association Award in der Kategorie Bestes Szenenbild für Poor Things
- 2024: British Film Designers Guild Award in der Kategorie Bestes Szenenbild für Poor Things
- 2024: CinEuphoria Award in der Kategorie Bestes Szenenbild für Poor Things
- 2024: Set Decorators Society of America in der Kategorie Bestes Szenenbild für Poor Things
- 2024: Art Directors Guild in der Kategorie Fantasyfilm für Poor Things
- 2024: BAFTA in der Kategorie Bestes Szenenbild für Poor Things
- 2024: Oscar in der Kategorie Bestes Szenenbild für Poor Things